# Scheurebe
Scheurebe est un type de cépage blanc. Comme le Kerner, il compte parmi les développements de nouveaux cépages modernes allemands et fait partie des plus réussis.
Créé et élevé en 1916 par Georg Scheu, ce cépage prendra plus tard le nom de son créateur. C’est un croisement des cépages riesling × cépage sauvage,. C'est seulement à maturité complète qu'il est possible de produire un vin de qualité aux arômes subtils et racés, comme le cassis et le pamplemousse. Les vins du cépage Scheurebe sont souvent destinés à accompagner les desserts.
Georg Scheu est parvenu à croiser deux cépages pour obtenir une nouveauté aux qualités œnologiques intéressantes, baptisée « Sämling 88 ». À la fin de la Seconde Guerre mondiale, cette dernière recevra officiellement le patronyme de « Scheurebe ».
Aujourd'hui, l’Institut viticole de Alzey, situé dans le Land de Rhénanie-Palatinat, est inscrit comme éleveur de maintien pour le cépage Scheurebe.
La diffusion du Scheurebe en Allemagne s’est heurtée à celle d’autres variétés comme le Müller-Thurgau ou le Kerner ; elle s’est stabilisée depuis quelques décennies, pour couvrir en 2019 environ 1 412 hectares. La traversée de l’Atlantique n'a pas fait peur au Scheurebe : on le cultive en Californie et au Canada. Il a aussi été introduit en Suisse grâce à quelques vignerons genevois entreprenants, mais y reste cependant une rareté. En Autriche, il est toujours cultivé sous le nom « Sämling 88 ».

## Particularités
- Synonyme : Sämling 88
- Précocité : moyenne à tardive
- Vigueur : moyenne
- Caractéristiques du vin : arômes riches ; notes de cassis et de muscat ; corsé ; acidité assez forte ; racé ; spécialité.
- Peu sensible à la pourriture noble, chlorose .
- Éleveur : Georg Scheu, Alzey